# Крістіан Камарго
Крістіан Камарго (англ. Christian Camargo; нар. 7 липня 1971) — американський актор, продюсер і сценарист.

## Біографія
Народився 7 липня 1971 року в Нью-Йорку. З ранніх років він готувався до майбутньої акторській кар'єрі. Мати — актриса Вікторія Віндем. У 1992 році Крістіан закінчив Hobart College. Був програмним директором місцевої радіостанції в коледжі.
Крістіан закінчив Джулліардовскую школу драми (англ. Juilliard Drama School) і пізніше потрапив на Бродвей в постановку Skylight з Майкл Гембон. Він став обличчям автомобільної компанії Fast Ashleys, що спеціалізується на майстерному прикрашанні вантажних і класичних американських спортивних машин для знаменитостей, моделей і мільйонерів. Його реаліті-шоу для MTV Fast Inc. послідувала після співпраці з Fast Ashleys.
Крістіан Камарго відправився в Англію, щоб приєднатися до акторської трупи театру «Глобус». Саме там він зустрів свою дружину, британську актрису Джульєт Райленс, вітчим якої  — Марк Райленс — театральний режисер і драматург. Закохані офіційно оформили свої стосунки в листопаді 2008 року.
Крістіан Мінник взяв прізвище свого діда, Ральфа Камарго. Цей американський актор мексиканського походження часто скаржився доньці, що упускає багато ролей через свою латинської зовнішності. Крістіан Камарго, на відміну від предка, пишається своїм походженням.
Актор виступав на сцені декількох театрів Нью-Йорка. У 2008 році він зіграв в бродвейській постановці за п'єсою Артура Міллера «Всі мої сини» поряд з Даян Віст, Джон Літгоу і Кеті Голмс.
На початку 2009 року Крістіан Камарго виконав головну роль у виставі «Гамлет» на сцені «Театру для нової аудиторії». Завдяки цьому персонажу Крістіан отримав нагороду «Обі» і був представлений в числі номінантів на премію Ліги драми.
Крістіан Камарго зіграв Орландо в презентації комедійного шекспірівського проекту «Як вам це сподобається» в Брукліні. З лютого 2010 року він виконує роль Аріеля в ще одній постановці режисера Сема Мендес «Буря».
В обох виставах Крістіан Камарго грає разом зі своєю дружиною. Під час гастрольного турне пара побувала в Лондоні, Сінгапурі, Гонконгу, Амстердамі і Мадриді.

## Фільмографія
| Рік       |    | Українська назва                   | Оригінальна назва                         | Роль                           |
| --------- | -- | ---------------------------------- | ----------------------------------------- | ------------------------------ |
| 1997      | с  | Великі вистави                     | Great Performances                        |                                |
| 1998      | с  | Дороговказне світло                | The Guiding Light                         | Марк Ендікотт                  |
| 1999      | ф  | Планкет та Маклейн                 | Plunkett & Macleane                       | лорд Пелем                     |
| 1999      | ф  | Історія поганого хлопчика          | Story of a Bad Boy                        | Ноель                          |
| 1999      | ф  | Арія Гарлема                       | Harlem Aria                               | Меттью                         |
| 1999      | ф  | —                                  | Picture This                              | Френк Райан                    |
| 2000      | кф | —                                  | Blow Debris                               |                                |
| 2001      | ф  | —                                  | Lip Service                               | Стюарт                         |
| 2001      | ф  | Контрольний постріл                | Double Bang                               | Брайан Джейкобс                |
| 2002      | ф  | К-19                               | K-19: The Widowmaker                      | Павло                          |
| 2002      | с  | Клініка Сан-Франциско              | Presidio Med                              | Пітер Вітовського              |
| 2002      | с  | Для людей                          | For the People                            | Пол Бабала                     |
| 2003      | с  | Бумтаун                            | Boomtown                                  | Бредлі Доусон                  |
| 2003      | с  | Без сліду                          | Without a Trace                           | Фредді Каттан                  |
| 2003      | с  | CSI: Місце злочину                 | CSI: Crime Scene Investigation            | Майкл Файф                     |
| 2004      | с  | Карен Сіско                        | Karen Sisco                               | Ервін Уорлі                    |
| 2005      | ф  | —                                  | Welcome to California                     | Джиммі Сміт                    |
| 2005      | с  | Та, що говорить з привидами        | Ghost Whisperer                           | Бред Полсон                    |
| 2005      | с  | Оголошено в розшук                 | Wanted                                    | Гордон Бианко                  |
| 2006      | ф  | —                                  | Find Love                                 | Він                            |
| 2006—2011 | с  | Декстер                            | Dexter                                    | Руді Купер / Брайан Мозер      |
| 2007      | с  | Студія 60 на Сансет-Стрип          | Studio 60 on the Sunset Strip             | актор, який грає Кіта Річардса |
| 2007      | ф  | Портрет Доріана Грея               | The Picture of Dorian Gray                | Генрі Воттон                   |
| 2007      | ф  | —                                  | The Cry                                   | детектив Скотт                 |
| 2007      | ф  | Скарб нації 2: Книга Таємниць      | National Treasure: Book of Secrets        | Джон Бут                       |
| 2008      | ф  | Мей і Лонг                         | Henry May Long                            | Генрі Мей                      |
| 2008      | с  | Чистильник                         | The Cleaner                               | Майкл Дейвіс                   |
| 2008      | ф  | Володар бурі                       | The Hurt Locker                           | полковник Джон Кембридж        |
| 2009      | ф  | Сльози щастя                       | Happy Tears                               | Джексон                        |
| 2009      | с  | Закон і порядок                    | Law & Order                               | адвокат Вілсон                 |
| 2009      | с  | 4исла                              | Numb3rs                                   | доктор Трей Бармон             |
| 2011      | с  | Медіум                             | Medium                                    | Джеремі Хаас                   |
| 2011      | с  | Менталіст                          | The Mentalist                             | Генрі Тіббс                    |
| 2011      | ф  | Сутінки Сага: Світанок — Частина 1 | The Twilight Saga: Breaking Dawn - Part 1 | Елеазар Деналі                 |
| 2012      | с  | Гарна дружина                      | The Good Wife                             | Ейдан Стоддард                 |
| 2012      | ф  | Сутінки Сага: Світанок — Частина 2 | The Twilight Saga: Breaking Dawn - Part 2 | Елеазар Деналі                 |
| 2013      | ф  | Кривавий кадр                      | Channeling                                |                                |
| 2013      | ф  | Європа                             | Europa Report                             | доктор Даніель Люксембург      |
| 2013      | с  | Гейвен                             | Haven                                     | Уейд Крокер                    |
| 2014      | ф  | Дні та ночі                        | Days and Nights                           | Пітер                          |
| 2014      | ф  | Ромео і Джульєтта                  | Romeo and Juliet                          | Меркуціо                       |
| 2014      | с  | Елементарно                        | Elementary                                | Кріс Сантос                    |
| 2014      | тф | —                                  | Clementine                                |                                |
| 2015      | с  | Картковий будинок                  | House of Cards                            | Майкл Корріган                 |
| 2015      | кф | —                                  | Contra                                    | Екстіан                        |
| 2016      | с  | Бульварні жахіття                  | Penny Dreadful                            | Олександр Світ / Дракула       |
| 2017      | с  | Уормвуд                            | Wormwood                                  | доктор Роберт Лешбрук          |
| 2017      | с  | Полювання                          | Manhunt                                   | Лоуелл Бергман                 |
| 2018      | с  | Місто і Місто                      | The City and the City                     | доктор Боуден                  |
| 2018      | кф | —                                  | Romeo                                     | Ромео                          |
| 2018      | тф | —                                  | No Apologies                              | Ларрі Отіс                     |
| 2019      | ф  | —                                  | She's Missing                             | Лайл                           |
| 2019—2021 | с  | Бачити                             | See                                       | Тамакті Джун                   |